# Ome Duo
Ome Duo is een lied van de Nederlandse producer Trobi in samenwerking met de Nederlandse rappers Chivv, Kraantje Pappie en ADF Samski en zangeres Angela Groothuizen. Het werd in 2023 als single uitgebracht.

## Achtergrond
Ome Duo is geschreven door Bryan du Chatenier, Rangel Silaev, Angela Paula Groothuizen, Chyvon Pala, Samir Plasschaert, Alex van der Zouwen, Crystal Waters en Neal Brian Conway en geproduceerd door Trobi. Het is een nummer uit het genre nederhop. In het lied rappen de artiesten over het geld dat studenten maandelijks lenen/krijgen via Dienst Uitvoering Onderwijs en hoe ze dat geld uitgeven. Er wordt in het nummer een deel van Gypsy Woman (She's Homeless) van Crystal Waters uit 1991 gesampled.
Het nummer werd bij radiozender NPO FunX uitgeroepen tot DiXte track van de week. De single heeft in Nederland de gouden status.
Het was de eerste keer dat alle artiesten tegelijkertijd op een nummer te horen waren. Vooral de samenwerking met Groothuizen was opvallend; het was de eerste keer dat zij een nummer in dit genre uitbracht. Onderling werd er overigens wel al eerder samengewerkt. Zo waren Trobi, Chivv en ADF Samski eerder al te horen op Okee shordy en werkten Chivv en Kraantje Pappie al eerder samen op Ja! en Last man standing. Chivv en ADF Samski herhaalden hun samenwerking nogmaals op Bon mij en That's a lie.

## Hitnoteringen
De artiesten hadden succes met het lied in de hitlijsten van Nederland. Het piekte op de dertigste plaats van de Nederlandse Single Top 100 en stond zestien weken in deze hitlijst. De Nederlandse Top 40 werd niet bereikt; het kwam hier tot de tweede plaats van de Tipparade.